# Międzynarodowa Nagroda Literacka im. Zbigniewa Herberta
Międzynarodowa Nagroda Literacka im. Zbigniewa Herberta – utworzona w 2013 roku nagroda literacka przyznawana przez Fundację im. Zbigniewa Herberta, która powstała w 2010 roku z inicjatywy wdowy po poecie, Katarzyny Dzieduszyckiej-Herbert. Według organizatorów celem nagrody jest „wyróżnianie na polu literatury światowej wybitnych dokonań artystycznych i intelektualnych, nawiązujących do świata wartości, wokół których grawitowała twórczość Herberta”.
Nagroda przyznawana jest w dziedzinie poezji za całokształt twórczości.

## Laureaci nagrody
| Rok  | Laureat | Laureat             | Pochodzenie                 | Źródło |
| ---- | ------- | ------------------- | --------------------------- | ------ |
| 2013 |         | W.S. Merwin         | Stany Zjednoczone           | [ 4 ]  |
| 2014 |         | Charles Simic       | Serbia · Stany Zjednoczone  | [ 5 ]  |
| 2015 |         | Ryszard Krynicki    | Polska                      | [ 6 ]  |
| 2016 |         | Lars Gustafsson     | Szwecja                     | [ 7 ]  |
| 2017 |         | Breyten Breytenbach | Południowa Afryka · Francja | [ 8 ]  |
| 2018 |         | Nuala Ní Dhomhnaill | Irlandia                    | [ 9 ]  |
| 2019 |         | Agi Miszol          | Izrael                      | [ 10 ] |
| 2020 |         | Durs Grünbein       | Niemcy                      | [ 11 ] |
| 2021 |         | Yusef Komunyakaa    | Stany Zjednoczone           | [ 12 ] |
| 2022 |         | Marianna Kijanowska | Ukraina                     | [ 13 ] |
| 2023 |         | Tomas Venclova      | Litwa                       | [ 14 ] |
| 2024 |         | Yang Lian           | Chiny                       | [ 15 ] |
| 2025 |         | Anne Carson         | Kanada                      | [ 16 ] |

## Jury nagrody
Międzynarodowa Nagroda Literacka im. Zbigniewa Herberta przyznawana jest przez jury złożone z wybitnych światowych twórców i znawców literatury. Jest pierwszą tego typu nagrodą o zasięgu światowym wręczaną w Polsce.
| Rok  | Skład | Sekretarz                | Źródło |
| ---- | --- | ------------------------ | ------ |
| 2013 | Edward Hirsch, Wolfgang Matz, Jarosław Mikołajewski, Jaume Vallcorba Plana, Agneta Pleijel, Tomas Venclova, Lidija Dimkowska  | Andrzej Franaszek        | [ 18 ] |
| 2014 | Lidija Dimkowska, Edward Hirsch, Michael Krüger, Jarosław Mikołajewski, Jaume Vallcorba Plana, Agneta Pleijel, Tomas Venclova | Andrzej Franaszek        | [ 19 ] |
| 2015 | Lidija Dimkowska, Edward Hirsch, Michael Krüger, Jarosław Mikołajewski, Mercedes Monmany, Agneta Pleijel, Tomas Venclova      | Andrzej Franaszek        | [ 20 ] |
| 2016 | Jurij Andruchowycz, Lidija Dimkowska, Edward Hirsch, Michael Krüger, Jarosław Mikołajewski, Mercedes Monmany, Agneta Pleijel  | Andrzej Franaszek        | [ 21 ] |
| 2017 | Jurij Andruchowycz, Edward Hirsch, Michael Krüger, Jarosław Mikołajewski, Mercedes Monmany                                    | Andrzej Franaszek        | [ 22 ] |
| 2018 | Jurij Andruchowycz, Edward Hirsch, Michael Krüger, Mercedes Monmany, Tomasz Różycki                                           | Andrzej Franaszek        | [ 23 ] |
| 2019 | Jurij Andruchowycz, Edward Hirsch, Michael Krüger, Mercedes Monmany, Tomasz Różycki                                           | Andrzej Franaszek        | [ 24 ] |
| 2020 | Jurij Andruchowycz, Edward Hirsch, Michael Krüger, Mercedes Monmany, Tomasz Różycki                                           | Andrzej Franaszek        | [ 25 ] |
| 2021 | Jurij Andruchowycz, Edward Hirsch, Michael Krüger, Mercedes Monmany, Tomasz Różycki                                           | Andrzej Franaszek        | [ 12 ] |
| 2022 | Jurij Andruchowycz, Edward Hirsch, Michael Krüger, Mercedes Monmany, Tomasz Różycki                                           | Andrzej Franaszek        | [ 26 ] |
| 2023 | Krystyna Dąbrowska, Edward Hirsch, Michael Krüger, Mercedes Monmany, Aleš Šteger                                              | Mikołaj Nowak-Rogoziński | [ 27 ] |
| 2024 | Krystyna Dąbrowska, Edward Hirsch, Michael Krüger, Mercedes Monmany, Aleš Šteger                                              | Mikołaj Nowak-Rogoziński | [ 28 ] |
| 2025 | Krystyna Dąbrowska, Edward Hirsch, Michael Krüger, Mercedes Monmany, Aleš Šteger                                              | Mikołaj Nowak-Rogoziński | [ 29 ] |